# Radio Sudety
Radio Sudety – działająca od 1993 roku w Dzierżoniowie lokalna rozgłośnia radiowa nadająca na częstotliwości 96,4 FM nieprzerwanie do 10 września 2014. Od 2008 roku Radio Sudety wzmocniło grupę niezależnych stacji radiowych – Pakiet Niezależnych Dziś na częstotliwości 96,4 FM można usłyszeć Meloradio (dawniej Zet Gold) należące do grupy Eurozet.

## Prezenterzy
- Tomasz Dudlej
- Janusz Mocarski
- Erwin Piwowarczyk
- Mariusz Piestrak
- Leonard Jakuszczonek
- Adrian Pietraszek
- Dariusz Fior
- Rafał Pilśniak
- Artur Kaczmarek
- Alicja Zaboronek
- Bogna Wilman
- Arkadiusz Romańczuk
- Rafał Smoliński

## Programy autorskie
- Rock’n’Rolla
- Balkanight
- Na Wysokich Obrotach
- Big Beat
- Klubowa Wirówka
- Coolturka
- Prywatka
- Się dzieje, się kręci